# باركواي (ميزوري)
باركواي (بالإنجليزية: Parkway, Missouri)‏ هي منطقة سكنية تقع في الولايات المتحدة في مقاطعة فرانكلين، ميزوري. يقدر عدد سكانها بـ 439 نسمة ومساحتها 0.70 كم2 وترتفع عن سطح البحر 222 متر.

## التركيبة السكانية
قام مكتب تعداد الولايات المتحدة بتحديد بيانات التركيبة السكانية لباركواي في تعداد الولايات المتحدة. في ما يلي، التركيبة السكانية حسب تعدادي 2000 و2010.

### تعداد عام 2000
بلغ عدد سكان باركواي 280 نسمة بحسب تعداد عام 2000، وبلغ عدد الأسر 111 أسرة وعدد العائلات 83 عائلة مقيمة في القرية. في حين سجلت الكثافة السكانية 908.8 نسمة لكل ميل مربع (350.9/كم2). وبلغ عدد الوحدات السكنية 127 وحدة بمتوسط كثافة قدره 412.2 نسمة لكل ميل مربع (159.2/كم2).
وتوزع التركيب العرقي للقرية بنسبة 98.57% من البيض و 1.43% من عرقين مختلطين أو أكثر.
بلغ عدد الأسر 111 أسرة كانت نسبة 36.0% منها لديها أطفال تحت سن الثامنة عشر تعيش معهم، وبلغت نسبة الأزواج القاطنين مع بعضهم البعض 61.3% من أصل المجموع الكلي للأسر، ونسبة 8.1% من الأسر كان لديها معيلات من الإناث دون وجود شريك، وكانت نسبة 25.2% من غير العائلات. تألفت نسبة 20.7% من أصل جميع الأسر من أفراد ونسبة 9.9% كانوا يعيش معهم شخص وحيد يبلغ من العمر 65 عاماً فما فوق. وبلغ متوسط حجم الأسرة المعيشية 2.94، أما متوسط حجم العائلات فبلغ 2.52.
بلغ العمر الوسطي للسكان 37 عاماً. وكانت نسبة 26.8% من القاطنين تحت سن الثامنة عشر، وكانت نسبة 6.4% بين الثامنة عشر والأربعة وعشرون عاماً، ونسبة 26.8% كانت واقعةً في الفئة العمرية ما بين الخامسة والعشرون حتى والأربعة وأربعون عاماً، ونسبة 21.4% كانت ما بين الخامسة والأربعون حتى الرابعة والستون، ونسبة 18.6% كانت ضمن فئة الخامسة والستون عاماً فما فوق. يوجد لكل 100 أنثى 102.9 ذكر، ويوجد لكل 100 أنثى في الثامنة عشر من عمرها فما فوق 93.4 ذكر.
بلغ متوسط دخل الأسرة في القرية 28,929 دولار، أما متوسط دخل العائلة فبلغ 35,357 دولار. وكان متوسط دخل الذكور 31,172 دولار مقابل 20,804 دولار للإناث. وسجل دخل الفرد الخاص بالقرية 16,535 دولار. وكانت نسبة 2.2% من العائلات ونسبة 4.0% من السكان تحت خط الفقر، وكان من هؤلاء نسبة 3.3% تحت سن الثامنة عشر ولا أحد منهم في الخامسة والستين من العمر وما فوق.

### تعداد عام 2010
بلغ عدد سكان باركواي 439 نسمة بحسب تعداد عام 2010، وبلغ عدد الأسر 193 أسرة وعدد العائلات 110 عائلة مقيمة في القرية. في حين سجلت الكثافة السكانية 1,625.9 نسمة لكل ميل مربع (627.8/كم2). وبلغ عدد الوحدات السكنية 217 وحدة بمتوسط كثافة قدره 803.7 لكل ميل مربع (310.3/كم2).
وتوزع التركيب العرقي للقرية بنسبة 95.9% من البيض و 1.4% من الأمريكيين ذوي الأصول الآسيوية و 2.1% من الأمريكيين الأفارقة و 0.2% من عرقين مختلطين أو أكثر.
بلغ عدد الأسر 193 أسرة كانت نسبة 28.5% منها لديها أطفال تحت سن الثامنة عشر تعيش معهم، وبلغت نسبة الأزواج القاطنين مع بعضهم البعض 42.0% من أصل المجموع الكلي للأسر، ونسبة 10.4% من الأسر كان لديها معيلات من الإناث دون وجود شريك، بينما كانت نسبة 4.7% من الأسر لديها معيلون من الذكور دون وجود شريكة وكانت نسبة 43.0% من غير العائلات. تألفت نسبة 36.8% من أصل جميع الأسر من أفراد ونسبة 25.9% كانوا يعيش معهم شخص وحيد يبلغ من العمر 65 عاماً فما فوق. وبلغ متوسط حجم الأسرة المعيشية 3.04، أما متوسط حجم العائلات فبلغ 2.27.
بلغ العمر الوسطي للسكان 39.1 عاماً. وكانت نسبة 23.9% من القاطنين تحت سن الثامنة عشر، وكانت نسبة 9.2% بين الثامنة عشر والأربعة وعشرون عاماً، ونسبة 23.6% كانت واقعةً في الفئة العمرية ما بين الخامسة والعشرون حتى والأربعة وأربعون عاماً، ونسبة 23.3% كانت ما بين الخامسة والأربعون حتى الرابعة والستون، ونسبة 20% كانت ضمن فئة الخامسة والستون عاماً فما فوق. وتوزع التركيب الجنسي للسكان بنسبة 45.3% ذكور و54.7% إناث.